# Annexatie van de Krim (1783)

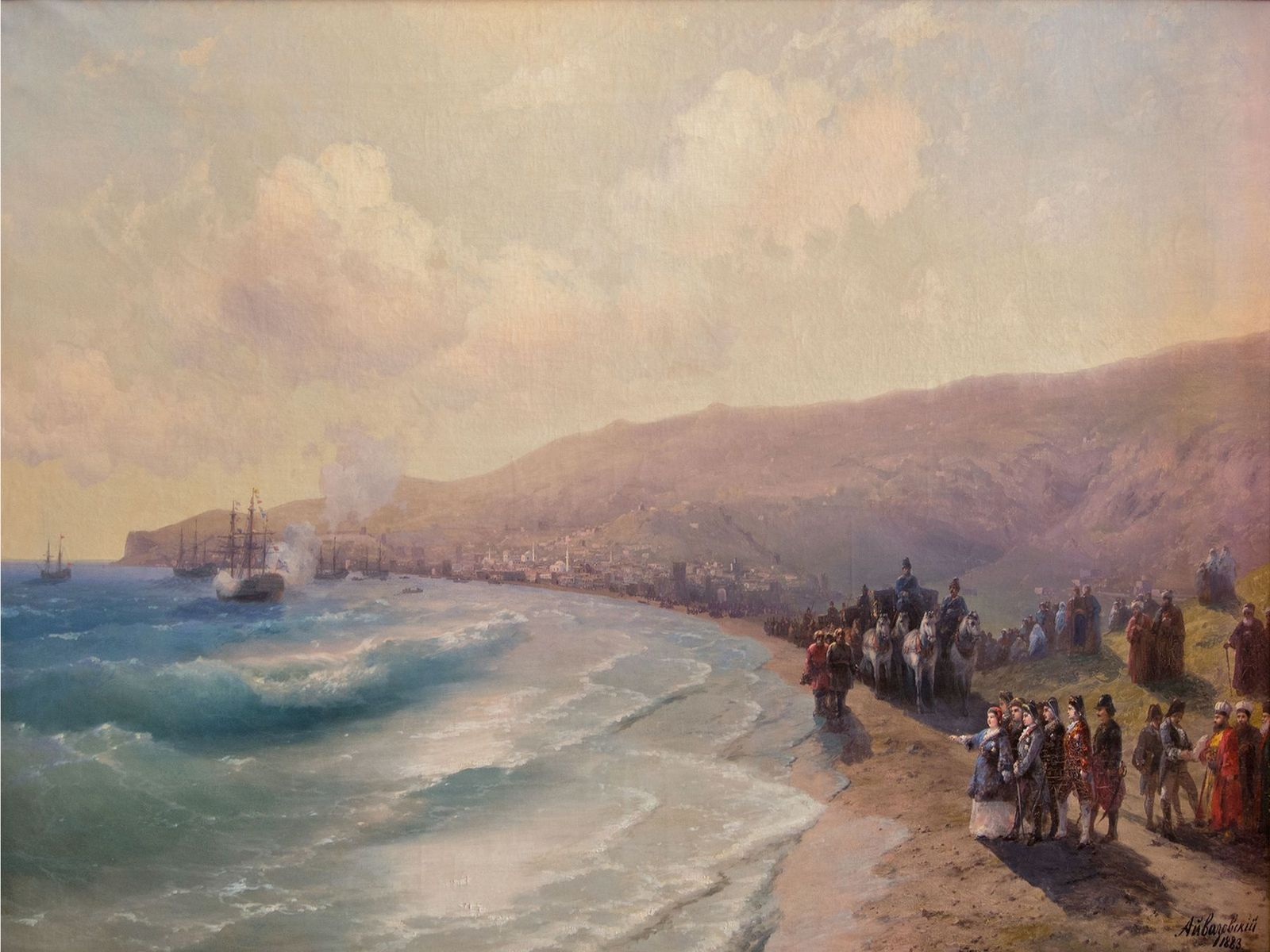
Catharina de Grote bezoekt Feodosija op de Krim, kort na de annexatie. Schilderij van Ivan Ajvazovski (1883)

Het grondgebied van de Krim, voorheen gecontroleerd door de Kanaat van de Krim, werd op 19 april 1783 door het Keizerrijk Rusland geannexeerd. De periode vóór de annexatie werd gekenmerkt door Russische inmenging in Krim-aangelegenheden, een reeks opstanden door Krim-Tataren en Ottomaanse ambivalentie.
Voordat Rusland het Ottomaanse Rijk versloeg in de Russisch-Turkse oorlog 1768-1774, had de Krim, grotendeels bevolkt door Krim-Tataren, deel uitgemaakt van het Ottomaanse rijk. Met het verdrag van Küçük Kaynarca, dat het resultaat was van die oorlog, werd het Ottomaanse Rijk gedwongen de soevereiniteit van het Krimkanaat af te staan en het toe te staan dat het een onafhankelijke staat onder Russische invloed werd.
De Krim-Tataren hadden over het algemeen geen verlangen naar onafhankelijkheid en hielden een sterke emotionele band met het Ottomaanse Rijk. Binnen twee maanden na ondertekening van het verdrag zond de regering van de Krim gezanten naar de Ottomanen met het verzoek "de voorwaarden voor onafhankelijkheid te vernietigen". De afgezanten zeiden dat de Russische troepen gestationeerd bleven op de Krim bij Jenikale en Kertsj, en dat de Krim niet als onafhankelijk kon worden beschouwd. Desondanks negeerden de Ottomanen dit verzoek. Ze wilden de overeenkomst met Rusland niet schenden.